# Astragalus diversifolius
Astragalus diversifolius es una especie de planta del género Astragalus, de la familia de las leguminosas, orden Fabales.

## Distribución
Astragalus diversifolius se distribuye por Estados Unidos (Idaho, Montana, Nevada, Utah y Wyoming).

## Taxonomía
Fue descrita científicamente por A. Gray. Fue publicado en Proceedings of the American Academy of Arts and Sciences 6: 230 (1864).
Sinonimia
- Astragalus juncea (Nutt.) Kuntze
Astragalus junceus Nutt.
Astragalus ibapense (M. E. Jones) Rydb.
Astragalus reclinatus Cronquist
Astragalus junceus orthocarpus (Torr. & A. Gray) M. E. Jones
Astragalus junceus diversifolius (A. Gray) M. E. Jones
Astragalus junceus (Nutt.) A. Gray
Astragalus ibapensis M. E. Jones
Astragalus convallarius diversifolius (A. Gray) Tidestr.
Astragalus campestris diversifolius (A. Gray) J. F. Macbr.